# Sekundærrute 291
De Sekundærrute 291 is een secundaire weg in Denemarken. De weg loopt van Nakskov via Søllested naar Sørup. De Sekundærrute 291 loopt over het eiland Lolland en is ongeveer 18 kilometer lang.